# هونوراتكا
هونوراتكا (بالبولندية: Honoratka) هي قرية تقع في المنطقة الإدارية لبلدية إليسين، داخل مقاطعة كونين بمحافظة بولندا الكبرى، في غرب وسط بولندا.